# 툼발라나무타기쥐
툼발라나무타기쥐(Tylomys tumbalensis)는 비단털쥐과에 속하는 설치류의 일종이다. 멕시코에서 발견되며, 치아파스주 툼발라의 한 곳에서만 알려져 있다. 숲 파괴로 위협을 받고 있다.